# 밀양시의회
밀양시의회는 경상남도 밀양시 지역을 관할하는 기초의회이다.